# Martinek-Kaserne

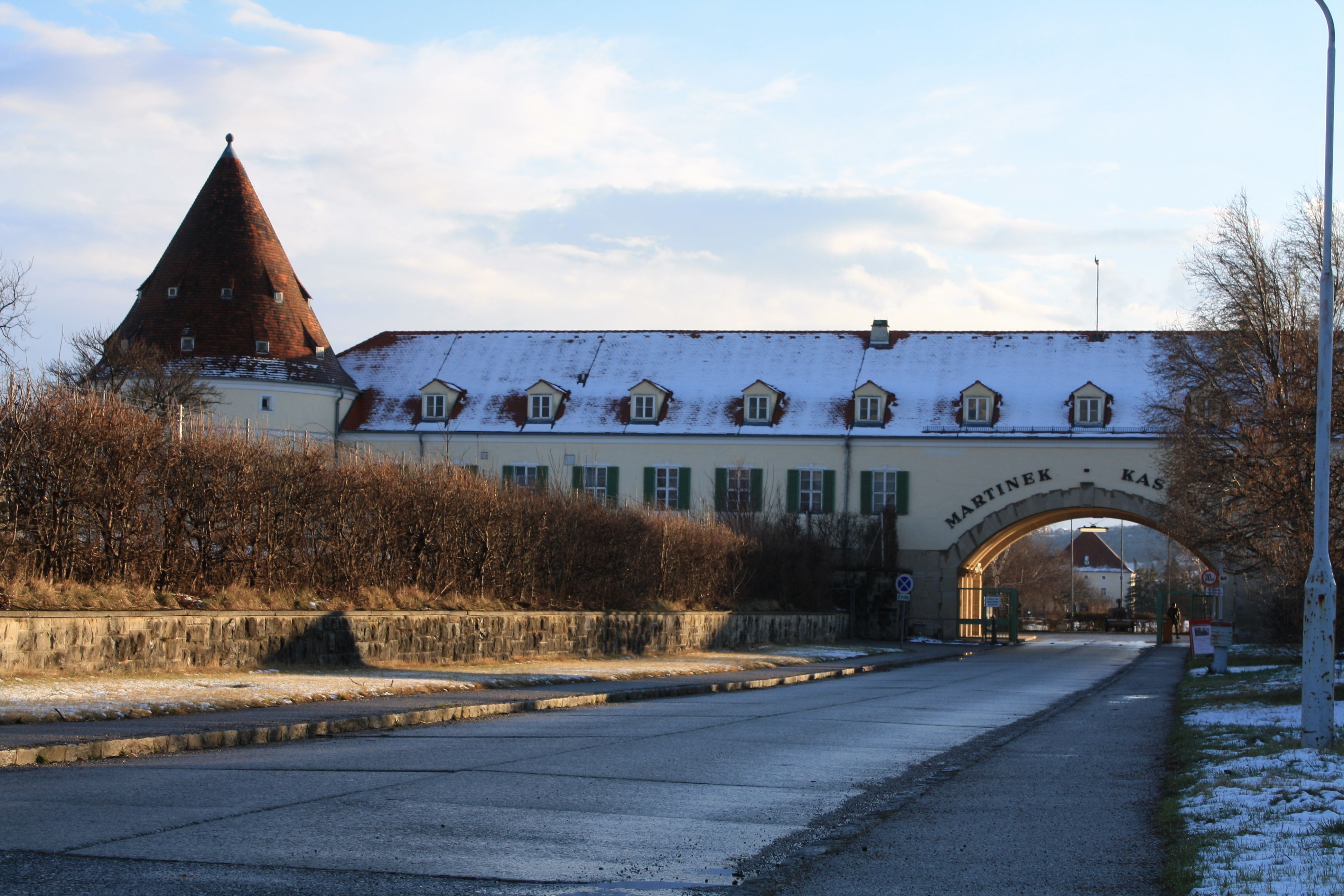
Einfahrtsbereich im Nordosten der Martinek-Kaserne

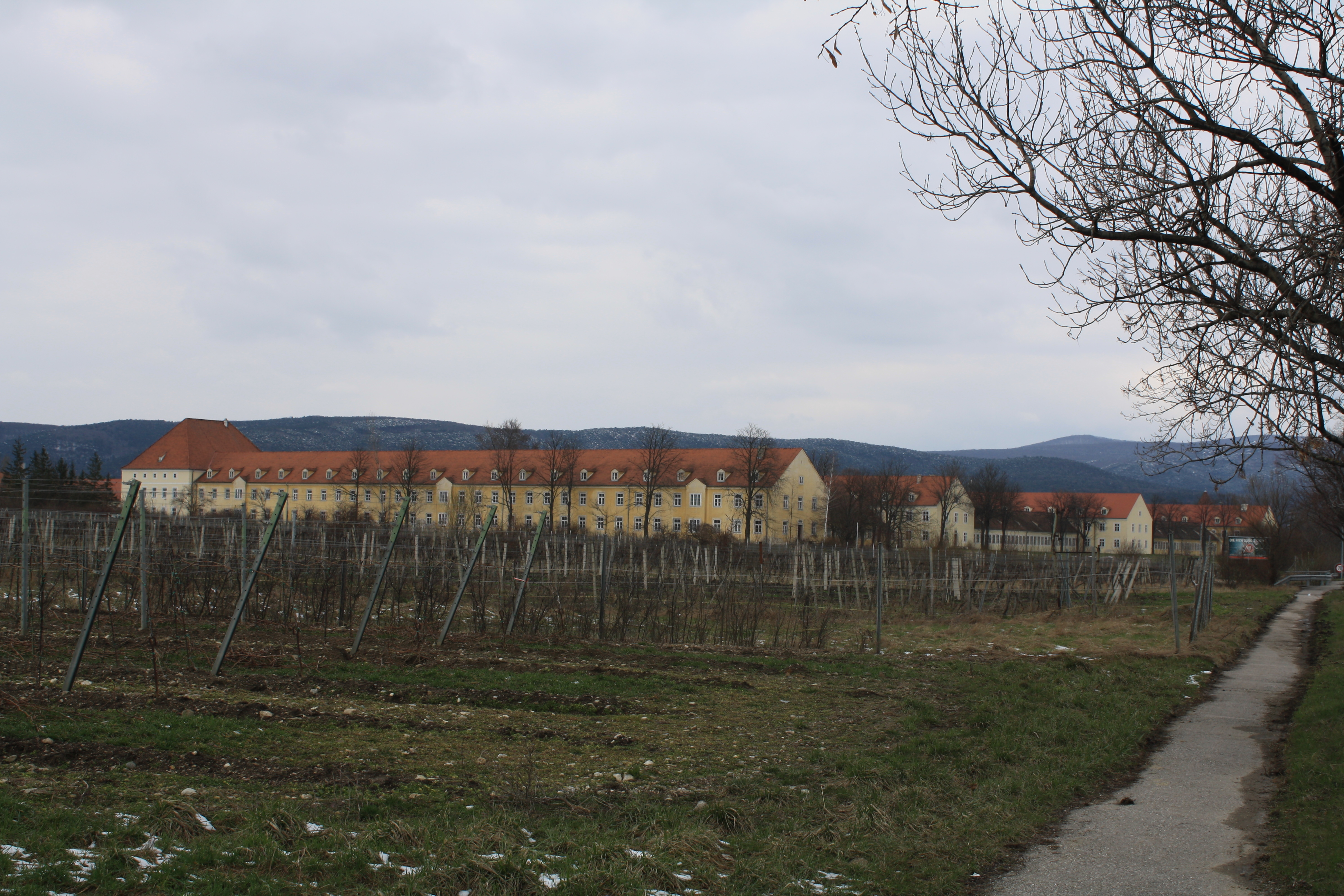
Blick von der Badner Straße bei Sooß zum südlichsten Punkt der Anlage im Bild rechts

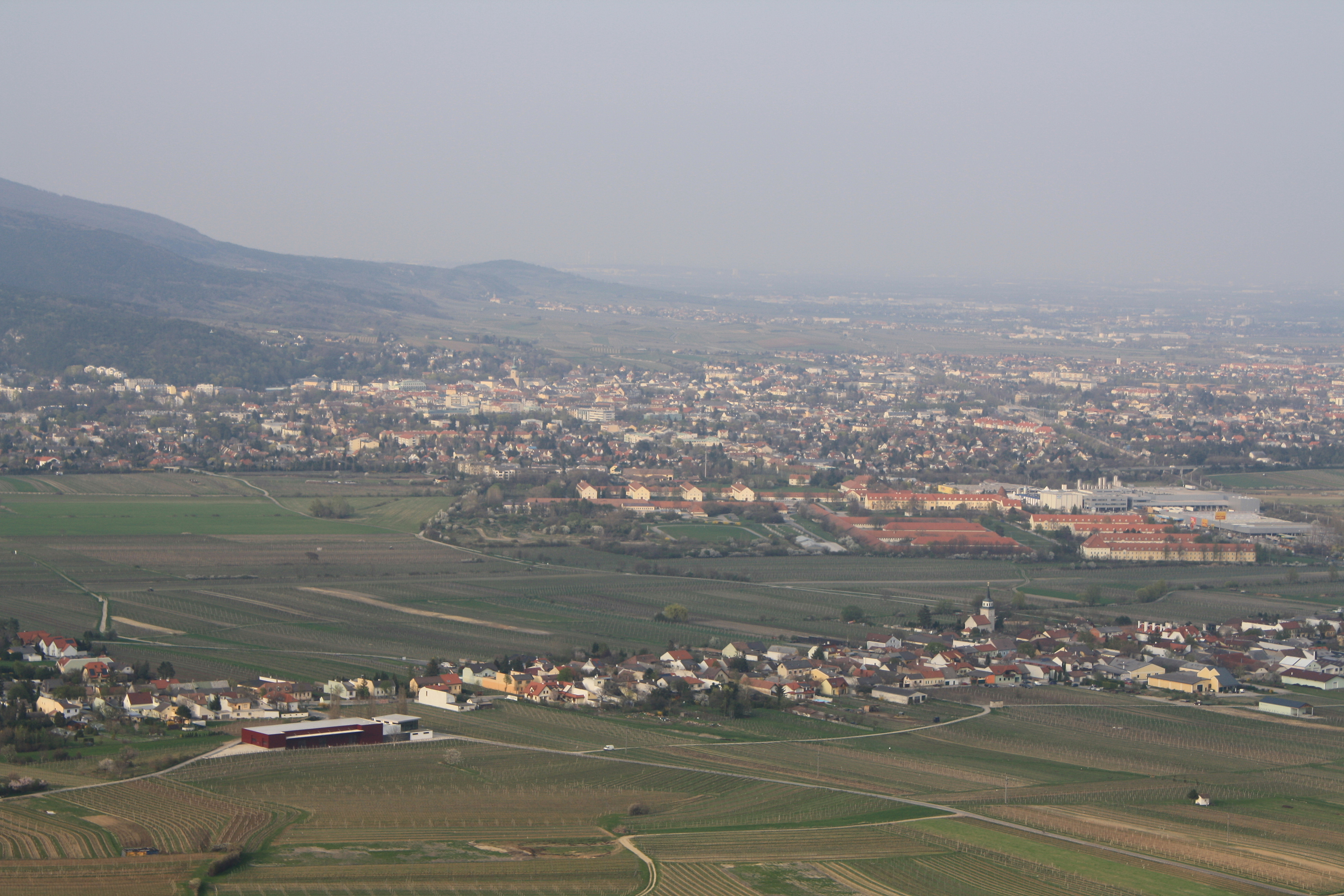
Blick vom Harzbergturm Richtung Norden

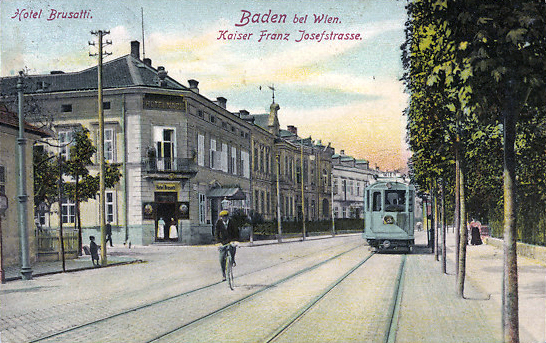
Hotel Brusatti, 1909

Die Martinek-Kaserne ist eine ehemalige Kaserne des Österreichischen Bundesheeres in Baden bei Wien in Niederösterreich. Das Kasernengelände an der B 212 erstreckt sich über die Gemeindegebiete von Sooß und Baden. Seit 31. Dezember 2013 wird sie nicht mehr militärisch genutzt. Die Nachnutzung ist in der Diskussionsphase.

## Geschichte
Nach der Besetzung Österreichs durch die Wehrmacht bezog zuerst eine Einheit der Schutzpolizei Unterkunft in Baden. Anstelle vorgesehener größerer Flakabteilungen wurde am 14. März 1938 im Hotel Brusatti eine kleinere Flakabteilung aus Bayern einquartiert. Drei Wochen später kam ein von Oberst Job Odebrecht (1892–1982) befehligtes Vorkommando des Flakregiments 25 in die Stadt. Am 24. April des Jahres wurden im Rathaus der Stadt Baden die (mit dem Luftgaukommando XVII geführten) Verhandlungen zu den riesigen Grundkäufen (30 Hektar, davon 8 auf Sooßer Gemeindeboden) abgeschlossen. Ohne feierlichen Spatenstich, jedoch an der Baustelle Vöslauerstraße ermuntert durch Worte des inspizierenden Generalfeldmarschalls Hermann Göring, begannen im Mai 1938 die von dem österreichischen Architekten Leo Splett (1908–1993) geplanten Arbeiten. Das für 2000 Mann Belegschaft ausgelegte Bauprojekt wurde im Juni 1941 abgeschlossen, wobei zehn Prozent (28.000 m³ umbauter Raum) des Gesamtvorhabens insbesondere wegen des Kriegsausbruchs nicht verwirklicht werden konnten.
Die ein- bis zweigeschoßigen Gebäude, im rechten Winkel zueinander stehende Trakte, besitzen meist (zum Teil ausgebaute) Satteldächer. Im Nordosten des verbauten Kasernengeländes befindet sich, dem Kommandogebäude nächstgelegen, die segmentbogige Haupteinfahrt.
Bei Kriegsende war die Kaserne von der SA zur Sprengung vorgesehen. Diverse Zündschnüre konnten jedoch von einem in der Flak-Kaserne beschäftigten Badener Freiheitskämpfer durchtrennt werden, sodass ausgelöste Detonationen nur eine verhältnismäßig geringfügige Zerstörung zur Folge hatten.
Die weitläufige Anlage aus zahlreichen Gebäudekomplexen war 1945–55 Stützpunkt der sowjetischen Besatzung. Nach der Rückgabe 1955 waren zwei Verwendungszwecke in engerer Wahl: ein Großspital bzw. eine Schulstadt. Man entschied jedoch zugunsten der angestammten Widmung: Am 15. März 1956 rückte in die Artilleriekaserne Baden (offizieller Name 1956–63) als Vorauskommando die Schulbatterie 2 ein, der am 12. April des Jahres die Artillerietruppenschule folgte. 1957 wurde eine Kraftfahrunteroffiziersschule eingerichtet, 1962/63 rückte das Panzerartilleriebataillon PzAB 9 ein. Am 28. Juni 1963 wurde, verbunden mit der Enthüllung einer Gedenktafel, die Kaserne nach dem Artilleriegeneral Robert Martinek (1889–1944) benannt.
Seit Verwendung durch das Österreichische Bundesheer bildete die Kaserne eine eigene Garnison. Außerdem war seit 1969 im Komplex die Sanitätsanstalt Baden/Militärkommando Burgenland untergebracht, die Grundwehrdiener sowie Personal umliegender Kasernen des nördlichen Industrieviertels sowie des Burgenlandes ambulant wie klinisch versorgte.
Mit ungefähr 400 Beschäftigten, die neben den Grundwehrdienern hier laufend Dienst versehen, war das Bundesheer einer der größten Arbeitgeber der Stadt Baden.
Pläne von Verteidigungsminister Günther Platter sahen eine Schließung der Kaserne im Jahr 2008 vor. Es wurden auch Studien und Widmungspläne zur späteren Nutzung des großen Geländes ausgearbeitet, wie beispielsweise von Schulen. Teile der Anlage stehen unter Denkmalschutz.
Entgegen dem Plan, die Kaserne im Jahr 2008 zu schließen, hatte sich ein Verkauf weiter verzögert, da für die Anlage (als Ganzes) immer weniger geboten wurde. Im Jahr 2009 war mit 650 Soldaten mehr Mannschaft untergebracht als je zuvor. Seit 2009 war für 2012 ein Verkauf (bzw. eine Vorbereitung zum Verkauf) im Gespräch, allenfalls auch eine militärische Weiternutzung bis 2015.
Im April 2013 wurde vom Bundesministerium für Landesverteidigung und Sport die endgültige Schließung der Kaserne für Ende 2013 bekannt gegeben. Für die frei werdende Liegenschaft wurde von der Stadt Baden die Einrichtung eines Hi-Tech-, Forschungs- und Produktionscampus in Aussicht genommen – nicht eine gänzliche Flächenumwidmung in privates Bauland. Der Großteil der militärischen Einrichtung wurde in die Burstyn-Kaserne in Zwölfaxing übersiedelt.
Am 19. November 2014 wurde die Kaserne auf der Online-Anzeigenplattform Willhaben für 33,1 Millionen Euro zum Verkauf angeboten. Anfang 2017 wurde die Kaserne nochmals zum Verkauf ausgeschrieben.